# Гершуновка
Гершуновка — село в Рыбницком районе непризнанной Приднестровской Молдавской Республики. Вместе с сёлами Воронково и Буськи входит в состав Воронковского сельсовета. Население села составляет 80 человек.